# El Pla (Baixa Cerdanya)
El Pla – miejscowość w Hiszpanii, w Katalonii, w prowincji Lleida, w comarce Baixa Cerdanya, w gminie Prats i Sansor.
Według danych INE w 2020 roku liczyła 88 mieszkańców – 46 mężczyzn i 42 kobiety.